# Diadegma spurcum
Diadegma spurcum är en stekelart som först beskrevs av Holmgren 1868.  Diadegma spurcum ingår i släktet Diadegma och familjen brokparasitsteklar. Inga underarter finns listade i Catalogue of Life.